# Доршаймер, Уильям
Уильям Доршаймер (англ. William Dorsheimer; 5 февраля 1832, Лайонс, Нью-Йорк, США — 26 марта 1888, Саванна, Джорджия, США) — американский юрист, журналист, издатель газеты и политик.

## Ранняя жизнь
Доршаймер родился 5 февраля 1832 года в городе Лион штата Нью-Йорк, США, в семье Сары Горгас (Sarah Gorgas) и Филипа Доршаймера (1797–1868), казначея штата Нью-Йорк. Получил образование в обычных школах, затем окончил Академию Филлипса. С 1849 по 1851 год учился в Гарвард-колледже. Из-за затяжной болезни покинул его, не доучившись. Поселился в городе Буффало штата Нью-Йорк, изучал право и в 1854 году был принят в адвокатскую палату.

## Карьера
В 1859 году заключил деловое партнерство с Соломоном Хейвеном. В том же году Гарвард-колледж присвоил Доршаймеру почётную степень магистра искусств. В 1861 году он присоединился к Армии Союза в качестве адъютанта в звании майора и служил в штабе генерала Джона Фримонта, но по окончании кампании в Миссури Доршаймер вернулся к гражданской жизни и опубликовал серию статей в журнале The Atlantic Monthly под названием «Сто дней Фримонта в Миссури».
С 1867 по 1871 год, будучи республиканцем, он был прокурором Северного округа Нью-Йорка.
Был делегатом Либерально-республиканского национального собрания 1872 года в городе Цинциннати штата Огайо, а впоследствии вступил в  Демократическую партию. С 1875 по 1879 год являлся вице-губернатором Нью-Йорка. За это время он помог реализовать меры против группы коррупционеров Кольцо канала и был делегатом Национального съезда Демократической партии 1876 года. Впоследствии возобновил юридическую практику в партнерстве с Дэвидом Дадли Филдом в городе Нью-Йорк.
С 4 марта 1883 по 3 марта 1885 года являлся членом 48-го Конгресса США от Демократической партии. В 1884 году опубликовал биографию Гровера Кливленда, который на тот момент являлся кандидатом от Демократической партии на пост президента США. В июле 1885 года Доршаймер был назначен прокурором Южного округа Нью-Йорка. Позже, в марте 1886 года, он ушёл с этой должности.
В 1885 году купил газету New York Star и издавал её каждый день, начиная с 15 сентября. Доршаймер был одним из основателей Художественной галереи Олбрайт-Нокс и Исторического музея Буффало.

## Личная жизнь
Доршаймер умер в городе Саванна штата Джорджия, во время поездки со своей женой на поезде в штат Флорида. Его единственная дочь умерла в 1874 году. Похоронен на кладбище Форест-Лоун.

### Ричардсон
Доршаймер нанял американского архитектора Генри Гобсона Ричардсона для проектирования своего дома на Делавэр-авеню в Буффало, который стоит до сих пор, и помог Ричардсону получить заказ на проектирование приюта штата Нью-Йорк в Буффало.
Доршаймер также пригласил в Буффало ландшафтного архитектора Фредерика Ло Олмстеда для проектирования парковой системы. В 1980 году Дом Уильяма Доршаймера был внесён в Национальный реестр исторических мест США.